# Stefan Offermanns
Stefan Offermanns (* 28. März 1964 in Berlin) ist ein deutscher Mediziner und Pharmakologe.

## Leben
Stefan Offermanns studierte Humanmedizin in Berlin und London und schloss das Studium 1990 mit dem medizinischen Staatsexamen ab. 1991 promovierte er in Medizin an der Freien Universität Berlin,  1998 habilitierte er sich für Pharmakologie und Toxikologie ebendort, ebenfalls 1998 erfolgte die Anerkennung als Facharzt für Pharmakologie und Toxikologie.
Von 1990 bis 1993 war Stefan Offermanns Wissenschaftlicher Assistent am Pharmakologischen Institut der Freien Universität Berlin, von 1994 bis 1997 arbeitete er als Postdoktorand am California Institute of Technology, Pasadena, USA, anschließend war er von 1998 bis 2000 Heisenberg-Stipendiat der Deutschen Forschungsgemeinschaft.  Von 2000 bis 2009 war Stefan Offermanns C4-Professor für Pharmakologie an der Ruprecht-Karls-Universität Heidelberg sowie Direktor des Pharmakologischen Instituts der Universität Heidelberg. Seit 2008 ist er Direktor am Max-Planck-Institut für Herz- und Lungenforschung in Bad Nauheim.
Stefan Offermanns gehört verschiedenen nationalen und internationalen wissenschaftlichen und akademischen Gremien an. Seit 2006 ist er Mitglied der Deutschen Akademie der Naturforscher Leopoldina. Er ist Ehrenprofessor der Jiaotong-Universität Xi’an (2019) und Ehrendoktor der Semmelweis-Universität in Budapest (2018). 2025 wurde er Mitglied der Academia Europaea.

## Forschung
Offermanns arbeitet auf dem Gebiet der zellulären Signaltransduktion mit den Schwerpunkten Herz-Kreislauf-Forschung und Metabolismus.

## Ausgewählte Publikationen
- S. Offermanns, V. Mancino, J. P. Revel, M. I. Simon: Vascular system defects and impaired cell chemokinesis as a result of Gα13 deficiency. In: Science. 275, 1997, S. 533–536.
- S. Offermanns, C. F. Toombs, Y. H. Hu, M. I. Simon: Defective platelet activation in Gαq deficient mice. In: Nature. 389, 1997, S. 183–186.
- N. Wettschureck, H. Rütten, A. Zywietz, D. Gehring, T. Wilkie, J. Chen, K. R. Chien, S. Offermanns: Cardiomyocyte-restricted Gαq/Gα11-deficiency prevents pressure overload induced myocardial hypertrophy. In: Nat Med. 7, 2001, S. 1236–1240.
- J. Swiercz, R. Kuner, J. Behrens, S. Offermanns: Plexin-B1 directly interacts with PDZ-RhoGEF/LARG to regulate RhoA and growth cone morphology. In: Neuron. 35, 2002, S. 51–63.
- S. Tunaru, J. Kero, A. Schaub, C. Wufka, A. Blaukat, K. Pfeffer, S. Offermanns: PUMA-G and HM74 are receptors for nicotinic acid and mediate its anti-lipolytic effect. In: Nat Med. 9, 2003, S. 352–355.
- A. Moers, B. Nieswandt, S. Massberg, N. Wettschureck, S. Grüner, I. Konrad, V. Schulte, M. P. Gratacap, M. I. Simon, M. Gawaz, S. Offermanns: G13 is an essential mediator of platelet activation in haemostasis and thrombosis. In: Nat Med. 9, 2003, S. 1418–1422.
- Z. Benyo, A. Gille, J. Kero, M. Csiky, M. C. Suchankova, R. M. Nusing, A. Moers, K. Pfeffer, S. Offermanns: GPR109A (PUMA-G/HM74A) mediates nicotinic acid-induced flushing. In: J Clin Invest. 115, 2005, S. 3634–3640.
- J. Kero, K. Ahmed, N. Wettschureck, S. Tunaru, T. Wintermantel, E. Greiner, G. Schütz, S. Offermanns: Thyrocyte-specific Gq/G11-deficiency impairs thyroid function and prevents goiter development. In: J Clin Invest. 117, 2007, S. 2399–2407.
- A. Wirth, Z. Benyó, M. Lukasova, B. Leutgeb, N. Wettschureck, S. Gorbey, P. Őrsy, B. Horváth, C. Maser-Gluth, E. Greiner, B. Lemmer, G. Schütz, S. Gutkind, S. Offermanns: G12/G13-LARG-mediated signalling in vascular smooth muscle is required for salt-induced hypertension. In: Nat Med. 14, 2008, S. 64–68.
- H. Korhonen, B. Fisslthaler, A. Moers, A. Wirth, D. Habermehl, T. Wieland, G. Schütz, N. Wettschureck, I. Fleming, S. Offermanns: Anaphylactic shock depends on endothelial Gq/G11. In: J Exp Med. 206, 2009, S. 411–420.
- K. Ahmed, S. Tunaru, C. Tang, M. Müller, A. Gille, A. Sassmann, J. Hanson, S. Offermanns: An autocrine lactate loop mediates insulin-dependent inhibition of lipolysis through GPR81. In: Cell Metab. 11, 2010, S. 311–319.

## Ehrungen und Auszeichnungen
- 1992: Fritz-Külz-Preis und Ernst-Reuter-Preis
- 1998: Rudolf-Buchheim-Preis der Deutschen Gesellschaft für Experimentelle und Klinische Pharmakologie und Toxikologie
- 1999: Preis für Medizinische Grundlagenforschung der GlaxoSmithKline Foundation
- 2008: Feldberg-Preis der Feldberg Foundation